# Diamanti unici
Diamanti unici è un singolo duetto della cantautrice italiana Annalisa Minetti e del cantautore Giancarlo Casella, pubblicato il 18 maggio 2020.
Il brano è incluso nella compilation Sognando Sanremo 2020.
L'autore del brano è Giancarlo Casella; compositori e arrangiatori del brano sono Giancarlo Casella e Stefano Tedeschi.
Il 1º giugno 2020 viene pubblicato il video musicale del brano per la regia di Enzo Basile.

## Tracce
1. Diamanti unici – 4:06 (testo: Giancarlo Casella – musica: Giancarlo Casella, Stefano Tedeschi)